# Filimon Săteanu
Filimon Ivanovici Săteanu (sau Săteanul; n. 1907, Păpăuți, raionul Rezina, Republica Moldova – d. 1937, Tiraspol, RSS Ucraineană, URSS) a fost un poet din RASS Moldovenească. 

## Biografie
Săteanu s-a născut în 1907 în Păpăuți, în Basarabia, într-o familie de origine română.
Deși se considera român, Săteanu a fost deziluzionat de regimul monarhist, pe care îl considera opresiv, motiv pentru care s-a stabilit în URSS. A fost un scriitor proletcultist, fiind adept al mișcării realist-socialiste. În anul 1931, Săteanu a publicat în ziarul Octombrie (condus de Samuil Lehtțir) poezia „De peste Nistru”, în care critica regimul din România, susținând că moldovenii consideră RASSM ca fiind adevărata țară lor. Poeziile sale au fost adunate în volumul Ție, Patrie, îți cînt, publicat în 1936. Săteanu a fost, de asemenea, unul dintre cei mai aprigi susținători ai campaniei de latinizare din URSS, care a fost ulterior anulată. 
Deci fii liniștit partizan și colhoznic,
De grija Moldovei nu fii tulburat,
Căci alți poeți tineri vor duce al tău lucru
Cu steagul lui Lenin, sub care-ai luptat.
Deși era un susținător înverșunat al comunismului, deoarece considera RASS Moldovenească ca fiind o entitate politică românească, Săteanu a ajuns în dizgrațiile regimului sovietic. A fost executat în timpul Marii Epurări, în 1937.